# Морис Баримор
Морис Баримор (21 септември 1849, Амритсар, Индия – 25 март 1905, Ню Йорк) е американски актьор, съпруг на Джорджиана Баримор и баща на Етъл Баримор, Лайънъл Баримор и Джон Баримор. Цялото семейство са артисти. Той е прадядо на Дрю Баримор.

## Роли
- Ромео – „Ромео и Жулиета“ – Уилям Шекспир
- Орландо – „Дванадесета нощ“ – Уилям Шекспир
- Орсино – „Както ви се харесва“ – Уилям Шекспир